# B. Gergely Piroska
Gergely Piroska Katalin, Benedekné (Kolozsvár, 1932. november 6. – 2019. augusztus 1.) erdélyi magyar nyelvész, Gergely Jenő matematikus lánya, Benedek Gergely felesége.

## Életútja
1951-ben a kolozsvári Állami Leánygimnáziumban, a volt Református Leánygimnáziumban (jelenleg Apáczai Csere János Elméleti Líceum) érettségizett. Egy évig orvostanhallgató volt Marosvásárhelyen, diplomát a Bolyai Tudományegyetemen magyar nyelv és irodalom szakból szerzett; ösztöndíjasként 1969–70-ben egy évet töltött Finnországban. 1956-tól a Babeș–Bolyai Egyetem magyar nyelv és irodalom tanszékén tanított. Szakirodalmi munkásságát 1957-ben a NyIrK-ben kezdte, tudományos közleményei itt, a Studia Universitatis Babeș-Bolyai, a debreceni Magyar Nyelvjárások és a finn Virittaja hasábjain jelentek meg. Névtani kutatásokat folytatott, az Anyanyelvünk művelése (1975), Nyelvészeti tanulmányok (1980), Erdélyi magyar szótörténeti tár (Budapest–Bukarest, 1975–1997) kötetek munkatársa.
1990-ben nyugdíjba vonult, majd áttelepült Magyarországra, az 1990-es évek elején megszervezett Miskolci Egyetem Bölcsészettudományi Karán 1992-től 1998-ig a Magyar Nyelvtudományi Tanszék tanszékvezetőjeként működött, 1998-tól habilitált professzor, 2002-ben emeritálták.

## Önálló kötetei (válogatás)
- A kalotaszegi magyar ragadványnevek rendszere (1977)
- A kalotaszegi magyar családnevek rendszertani és funkcionális vizsgálata (1981)
- Névtani és nyelvtörténeti vizsgálatok (1997)
- A felekezetek hatása az erdélyi keresztnévhasználatra a reformáció és ellenreformáció korában (2003)
- Kalotaszeg magyar kereszt- és becenevei (2005)
- Válogatott tanulmányok az Erdélyi Fejedelemség nyelv- és névhasználatáról; Miskolci Egyetem Magyar Nyelvtudományi Tanszék, Miskolc, 2012 (A Miskolci Egyetem Magyar Nyelvtudományi Tanszékének kiadványai)

## Kitüntetések (válogatás)
- A Magyar Nyelvtudományi Társaság Csűry Bálint-díja (1982)
- Pais Dezső-díj (1998)
- Signum Aureum Universitatis (2001, Miskolci Egyetem)